# Battlefield 1943
Battlefield 1943 è un videogioco di genere sparatutto in prima persona con a tema la Seconda Guerra Mondiale. È il settimo capitolo della serie Battlefield, creata dalla Digital Illusions Creative Entertainment e pubblicata dalla EA. Il videogioco dispone unicamente di una modalità multigiocatore online. Le partite possono svolgersi solo su tre mappe, le quali rappresentano altrettante isole dell'Oceano Pacifico: l'Isola Wake, Guadalcanal e Iwo Jima. Su queste mappe è possibile giocare una sola modalità di gioco, "Conquista", ma vi è anche una seconda modalità, chiamata "Superiorità Aerea" (incentrata sulle battaglie aeree), dove l'unica mappa giocabile è ambientata sul Mar dei coralli.
Le fazioni presenti nel gioco sono il Corpo dei Marines USA e la Marina imperiale giapponese, chiamati rispettivamente CMUSA e MIG. Il gioco è acquistabile per console solamente attraverso PlayStation Store e Xbox Live Marketplace.

## Kits
I kits disponibili sono solo tre e con poche armi, ma comunque validi dopo un po' di pratica:
- Fuciliere: Classe multiruolo, adatta per gli scontri a medio e lungo raggio e all'eliminazione di interi gruppi di nemici. Dispone di: Fucile semiautomatico M1 Garand (CMUSA),Fucile semiautomatico Type 5 (MIG) granate da fucile, granate a mano, baionetta;
- Fante: Classe antiveicolo, adatta nell'eliminazione di carri nemici, nella riparazione di mezzi alleati e negli scontri a corto raggio. È armata con: Fucile mitragliatore Thompson M1928 (CMUSA),Fucile mitragliatore Type 100 (MIG), chiave inglese, M1 Bazooka, granate a mano;
- Esploratore: Classe adatta per gli scontri a lungo raggio e alla demolizione di soppiatto di mezzi nemici. Utilizza: Fucile di precisione M1903 Springfield (CMUSA),Fucile di precisione Type 38 Arisaka (MIG), Baionetta (CMUSA), Katana (MIG), cariche da demolizione, Pistola Colt M1911 (CMUSA), Pistola Type 4 Nambu (MIG).

## Veicoli
I veicoli presenti in ogni mappa (ad eccezione del mar dei coralli che include solo i cacciabombardieri) sono modestamente numerosi:
- Jeep: Veicolo a 3 posti, armata di mitragliatrice;
- Carro armato: Veicolo a 2 posti: armato di cannone, mitragliatrice coassiale e una mitragliatrice sulla torretta (per il secondo passeggero);
- Veicolo da sbarco: Barca a 7 posti, di cui 4 per i passeggeri, uno per il pilota e due per i mitraglieri. È simile al modello usato dagli alleati per lo sbarco in Sicilia nel 1943 e in Normandia nel 1944;
- Cacciabombardiere: Aereo d'assalto monoposto armato di cannoni e bombe (sganciate a gruppi di due). I modelli disponibili sono il Vought F4U Corsair (per il CMUSA) e il Mitsubishi A6M3 Zero (per la MIG);
- Bombardamento a tappeto: Incursione di 3 bombardieri pesanti, richiamabile esclusivamente dal bunker dell'attacco aereo situato nella base aerea (Tranne nella mappa di Guadalcanal, che si trova nella base "avamposto"). al momento dell'attacco, ogni aereo sgancia 5 bombe, per un totale di 15 bombe. È l'ideale per sfoltire le basi sotto attacco, ma i bombardieri possono essere danneggiati e distrutti dai cannoni contraerei e dai caccia, riducendo o azzerando il numero di bombe utilizzabili. I modelli pilotabili sono i B-25 Mitchell (per il CMUSA) e i Mitsubishi G4M Betty (per la MIG)
- Mitragliatrice fissa: Mitragliatrice montata su tripode, locata nei bunker o dietro ai sacchi di sabbia;
- Postazione contraerea: Cannone antiaereo di grosso calibro, situato in ogni base (uno per bandiera). Può eliminare un caccia in 3 colpi.

## Promozioni
All'uscita del videogioco Battlefield 3, DICE ha deciso di offrire a tutti i possessori della Limited Edition una copia omaggio di Battlefield 1943 scaricabile. A causa delle incomprensioni e del fatto che per scaricare la copia era necessario il computer per reclamare un codice (diversamente delle aspettative dei clienti, che si aspettavano un codice nella confezione), DICE ha deciso di scusarsi, offrendo a TUTTI gli utenti di Battlefield 3 un codice promozionale gratuito per il download del gioco, ottenibile attraverso il loro sito ufficiale: per reclamarlo è necessario un account EA Origin.

## Curiosità e Bugs
- Le munizioni sono infinite, infatti non è visibile un numero massimo di munizioni trasportabili;
- I mezzi da sbarco giapponesi sono gli stessi usati dai marines statunitensi;
- Guardando un aereo in decollo, lo si vedrà con il carrello retratto anche mentre rulla sulla pista, a meno che il giocatore stesso non sia il pilota;
- Se mentre si sta guidando lo squadrone di bombardieri si viene colpiti da un cannone contraereo o da un caccia avversario, l'intero squadrone sarà deviato a destra o a sinistra (a seconda del velivolo colpito) di circa 20-30 metri.